# Riodinella nympha
Riodinella nympha är en fjärilsart som beskrevs av Christopher J. Durden och Rose 1978. Riodinella nympha ingår i släktet Riodinella och familjen Riodinidae. Inga underarter finns listade.